# Guillaume Cyr
Guillaume Cyr, né le 27 février 1982 à Sainte-Marie, est un acteur québécois.

## Biographie
Formé à l'École nationale de théâtre du Canada, dont il est diplômé en 2007,, Guillaume Cyr s'est fait connaître du grand public à partir de 2011 pour son rôle du géant Jean-Jean dans le feuilleton (deux cents épisodes) pour la jeunesse 1,2,3... géant !. Son physique imposant lui permet d'interpréter à maintes reprises des rôles de ce type, et d'élargir son registre aux « personnages en marge, qui
font dans la démesure ».
Très présent sur scène, il est notamment remarqué par la presse en 2018 pour le rôle du géant Lennie Small dans Des souris et des hommes de John Steinbeck mis en scène par Vincent-Guillaume Otis au théâtre Jean-Duceppe,. 
En janvier 2020 en pleine pandémie de Covid-19 au Québec, il joue le rôle – écrit pour lui par les auteurs de la série – du ministre de la santé dans la série télévisée Épidémie traitant d'une épidémie de coronavirus anticipant la réalité de ce qui se produira réellement de manière concomitante dans le monde.
Guillaume Cyr est père de deux enfants.

## Théâtre
- 2010 : L'Opéra de quat'sous de Bertolt Brecht et Kurt Weill, m.e.s Robert Bellefeuille, Théâtre du Nouveau Monde : Matthias
- 2011 : Billy (Les jours de hurlement) de Fabien Cloutier, m.e.s Sylvain Bélanger, Théâtre La Licorne (puis tournée) : père de Billy[8]
- 2014 : Pour réussir un poulet de et m.e.s Fabien Cloutier, Théâtre de la Manufacture
- 2015 : Les Trois Mousquetaires d'Alexandre Dumas, m.e.s Serge Denoncourt, Théâtre du Nouveau Monde : Porthos
- 2015 : La Divine Illusion, m.e.s Michel Marc Bouchard, Théâtre du Nouveau Monde : Meyer
- 2018 : Des souris et des hommes de John Steinbeck, m.e.s Vincent-Guillaume Otis, Théâtre Jean-Duceppe : Lennie[9]
- 2018 : La Meute de Catherine-Anne Toupin, m.e.s Marc Beaupré, Théâtre La Licorne : Martin[10]
- 2020 : Les Trois Sœurs d'Anton Tchékhov, m.e.s René Richard Cyr, Théâtre du Nouveau Monde : André

## Filmographie

### Cinéma
- 2006 : Nos jours heureux d'Éric Toledano et Olivier Nakache : Truman
- 2007 : Babine de Luc Picard : enfant Gélinas
- 2008 : Les Grandes Chaleurs de Sophie Lorain : Marc, le déménageur
- 2009 : Fatal de Michaël Youn : Jeremie
- 2009 : Caido de Michel Brûlé : Marco Bergeron
- 2010 : Marécages de Guy Édoin : foreur de puits, fils
- 2010 : La Fille de Montréal de Jeanne Crépeau : Denis
- 2011 : Laurentie de Mathieu Denis et Simon Lavoie : Christian
- 2012 : Liverpool de Manon Briand
- 2013 : Louis Cyr : L'Homme le plus fort du monde de Daniel Roby : Horace Barré
- 2016 : La Nouvelle Vie de Paul Sneijder de Thomas Vincent : Benoit Charistéas
- 2020 : Jusqu'au déclin de Patrice Laliberté : Sébastien
- 2020 : Souterrain, de Sophie Dupuis : Stéphane
- 2021 : L'Arracheuse de temps de Francis Leclerc : le forgeron Riopel / le livreur de la pharmacie
- 2022 : Arsenault et Fils de Rafaël Ouellet : Adam Arsenault
- 2023 : Bungalow de Lawrence Côté-Collins : Jonathan
- 2024 : Lucy Grizzli Sophie d'Anne Émond : Martin

### Télévision
- 2008 : Château en Suède (téléfilm) de Josée Dayan
- 2011-2013 : 1,2,3... géant ! (feuilleton jeunesse, saison 1, 2, 3) : Jean-Jean
- 2015-2021 : Les Beaux Malaises (épisodes S2E8, S4E1, S5E5 et 6) : Charles Tremblay
- 2016 : L'Imposteur (saison 1) : Éric Bouchard
- 2016 : Ruptures (saison 1) : Christian Ropars
- 2017 :  Fatale-Station : Alexandre, boucher ; Terreur 404 (saison 1) : Philippe
- 2018-2019 : Léo (saisons 1 et 2) : Perreault
- 2019 : Une autre histoire : Benjamin Courchesne
- 2020 : Épidémie : ministre Laurent Demers
- 2022 : La Confrérie : Patrice
- 2024 : The Sticky : Rémy Bouchard

### Réalisation
- 2013 : Rotor (court métrage)[2]

## Distinctions

### Prix
- Prix Jutra 2014 du « meilleur acteur de soutien » pour son rôle dans Louis Cyr[3]
- Prix Duceppe 2018 de la « Découverte » pour son rôle de Lennie dans Des souris et des hommes[3]

### Nominations
- Prix Gémeaux 2016 du « Meilleur rôle de soutien masculin : série dramatique saisonnière » pour son rôle dans la série Ruptures[3]
- Prix Gémeaux 2019 du « Meilleur rôle de soutien masculin : série dramatique quotidienne » pour son rôle dans la série Clash[3]